# ニュースタイムライン
『ニュースタイムライン』は、2020年10月1日から2024年3月28日までラジオ関西で放送されていたラジオ番組。

## 概要
2020年秋の番組改編で、月曜日から木曜日に放送されている『PUSH!』の後半枠（16時30分から17時35分まで）を引き継ぎ、新しい夕方の報道番組として放送開始。パーソナリティの林真一郎が、兵庫県内をはじめとする関西地方と全国の最新ニュースや話題を伝える。
ラジオ関西で夕方の報道番組が編成されるのは、2020年3月まで放送されていた『時間です!林編集長』以来となる。
2024年2月29日のエンディングにおいて同年3月で番組を終了することが林から発表された。後枠は当番組開始時間の前に放送されている『歌声は風にのって』をワイド番組として放送する。報道枠としては、平日12:00-12:30に『ニュースの景色』が編成された。

## 放送時間
- 月曜 - 木曜：16時30分 - 17時35分

## パーソナリティ
- 林真一郎（放送当時はラジオ関西アナウンサー）[4]

## 主なコーナー
番組終了（2024年3月）時点。
神戸新聞NEXT アクセスランキング!
神戸新聞電子版の最新アクセスランキングを紹介し、その中から1～2項目を詳しく解説する。
ピックアップニュース（月曜日 - 木曜日）
月曜日は但馬地域、火曜日と水曜日は播磨地域、木曜日は淡路島から地域の話題を伝える。
ミュージックダイアリー
放送翌日の記念日を紹介し、関連する曲を1曲流す。
交通情報